# Classe Amga
Le unità appartenenti alla classe Amga (progetto 1791 secondo la classificazione russa) sono navi progettate per il supporto ai sottomarini atomici lanciamissili, in particolare quelli della classe Delta.

## Il servizio
La classe Amga comprendeva due unità: la Amga, appunto, e la Veltuga. Entrambe vennero costruite negli anni settanta presso i cantieri navali di Krasnoye Sormovo, a Nižnij Novgorod.
Oggi rimane in servizio solo la Veltuga, mentre l'altra è in riserva. Questa nave è in servizio presso la Flotta del Pacifico.
Si tratta di navi progettate per il trasporto dei missili balistici dei sottomarini atomici, in modo da poter fornire supporto in mare a questi ultimi.
La loro linea è estremamente simile a quella di una nave cargo o di una petroliera, ed i missili sono sistemati sul ponte della nave, in posizione orizzontale.

## La Daugava
Nel 1981 venne varata, sempre a Nižnij Novgorod, un'unità estremamente simile alla classe Amga, ma di dimensioni maggiori: la Daugava.
In genere, questa nave viene considerata una modifica della classe Amga, oppure a volte si parla direttamente di classe Daugava. Occorre però considerare che, per i progettisti russi, questa unità è identificata (almeno ufficialmente) con il numero di progetto 1791, lo stesso delle Amga.
Da un punto di vista tecnico, l'unica differenza è nella lunghezza (113 metri contro 104) e, ovviamente, nel dislocamento (6.200 tonnellate). Tutti gli altri dati tecnici sono invariati.
Anche la Daugava è in servizio con la Flotta del Pacifico.